# D6009 (Aude)
De D6009 is een departementale weg in het Zuid-Franse departement Aude. De weg loopt van de grens met Hérault via Narbonne en Sigean naar de grens met Pyrénées-Orientales. In Hérault loopt de weg als D609 verder naar Béziers en Clermont-Ferrand. In Pyrénées-Orientales loopt de weg verder als D900 naar Perpignan en Spanje.

## Geschiedenis
Oorspronkelijk was de D6009 onderdeel van de N9. Het deel tussen Hérault en Narbonne was ook onderdeel van de N113. In 2006 werd de weg overgedragen aan het departement Aveyron, omdat de weg geen belang meer had voor het doorgaande verkeer vanwege de parallelle autosnelweg A9. De weg is toen omgenummerd tot D6009.